# HD 23753
HD 23753 là một ngôi sao duy nhất trong chòm sao hoàng đạo Kim Ngưu, và là thành viên của cụm sao mở Pleiades. Nó có thể nhìn thấy lờ mờ bằng mắt thường với cường độ thị giác rõ ràng là 5,44. Khoảng cách đến ngôi sao này, như được xác định từ sự thay đổi thị sai hàng năm của nó là 77, là khoảng 420 năm ánh sáng. Nó đang di chuyển xa hơn Trái đất với vận tốc hướng tâm là +8 km/s. Ngôi sao được định vị gần hoàng đạo và do đó có thể bị mặt trăng che khuất.
Đây là một ngôi sao theo trình tự chính loại B với phân loại sao là B9 Vn, trong đó 'n' biểu thị các dòng "mơ hồ" do xoay vòng nhanh. Độ tuổi của nó là khoảng 125 triệu năm tuổi với vận tốc quay dự kiến là 335 km/s, hoàn thành một vòng quay đầy đủ về trục của nó cứ sau 16,79 h. HD 23753 đã được xếp vào danh mục ngôi sao biến đổi đáng ngờ với chỉ định là NSV 1321, mặc dù biên độ không quá 0,1 và cường độ và nó thậm chí có thể phù hợp với tiêu chuẩn trắc quang.
HD 23753 gấp 3,21 lần khối lượng của Mặt trời và 3,2 lần bán kính của Mặt trời. Nó đang tỏa sáng và gấp 150 lần độ sáng của Mặt trời từ quang quyển của nó ở nhiệt độ hiệu quả là 11,535 K.